# Dawn (periódico)
Amanecer (del inglés: Dawn) es el más antiguo e importante periódico en lengua inglesa de Pakistán.

## Historia
Fundado en 1941 por Muhammad Ali Jinnah en Delhi, en el entonces Raj Británico. Desde 1947 se publica en el actual Pakistán, y cuenta con oficinas en Karachi, Lahore e Islamabad, además de corresponsales en el extranjero.
Su tirada es de 138 000 ejemplares. El CEO del Grupo Dawn es Hameed Haroon, y el actual editor de Dawn es Zaffar Abbas.
Este periódico tiene una línea editorial crítica, y se considera liberal.